# 箕神北都
箕神 北都（みかみ ほくと、12月8日 - ）は、日本の漫画家。熊本県出身。女性。主に成年向け漫画雑誌で活動している。単行本での名義の記載は、みかみ 北都。

## 来歴
2000年頃、商業誌デビュー。初期は司書房発行の成年向け漫画雑誌に男性向けの作品が掲載されていた。2003年頃よりショタコン向けの作品を主に描くようになり、以降はモエールパブリッシング、メディアックス等が発行するショタコン向けコミックアンソロジーで主に作品が掲載されるようになった。
主催する同人サークル「まりあな海溝企画」にて同人誌の頒布を行っている。

## 作品リスト

### 単行本
成人向け作品
- 『ほくとりみっと』 司書房 <TSUKASA COMICS> 2001年8月 ISBN 978-4-8128-0614-2
- 『幸せなカテゴリー』 FOX出版 <Fox Comics> 2003年1月 ISBN 978-4-9251-4848-1
- 『white drop』 モエールパブリッシング <ももまんじるし> ISBN 978-4-9030-2832-3
- 『ほくと・りみっくす』 司書房 <TSUKASA COMICS> 2006年10月 ISBN 978-4-8128-1494-9

### イラスト
- 『ひとりでできるもん 〜オトコのコのためのアナニー入門〜』 メディアックス ISBN 978-4-8620-1620-1 著者:あぶひゃく
- 『ふたりでできるもん―オトコのコのための相互アナニー入門』 オークス ISBN 978-4-8610-5984-1 著者:あぶひゃく